# Moustier-en-Fagne
Moustier-en-Fagne – miejscowość i gmina we Francji, w regionie Hauts-de-France, w departamencie Nord.
Według danych na rok 1990 gminę zamieszkiwało 67 osób, a gęstość zaludnienia wynosiła 9 osób/km² (wśród 1549 gmin regionu Nord-Pas-de-Calais Moustier-en-Fagne plasuje się na 1117. miejscu pod względem liczby ludności, natomiast pod względem powierzchni na miejscu 490.).